# Abteigasse 7 (Quedlinburg)

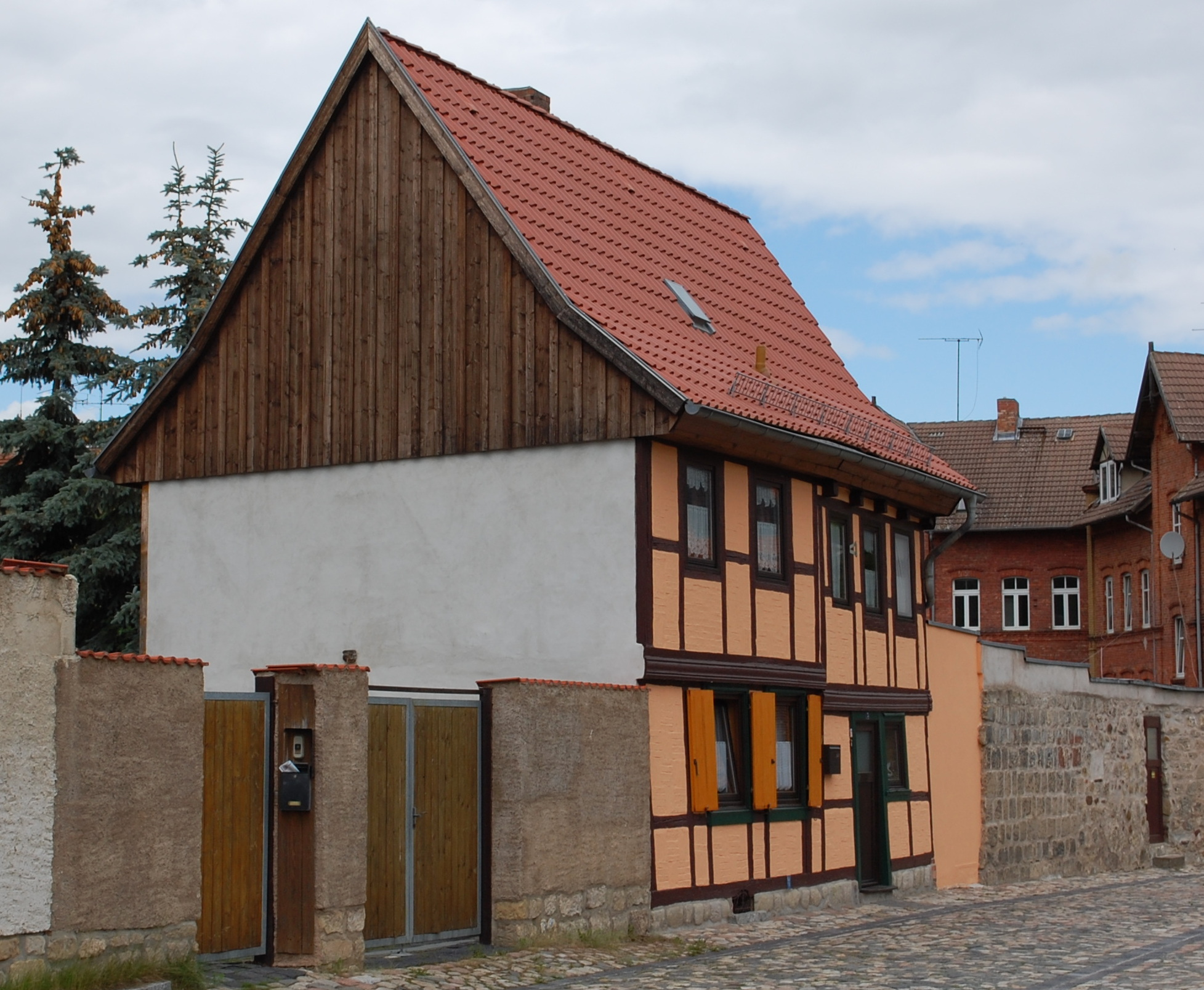
Haus Abteigasse 7

Das Haus Abteigasse 7 ist ein denkmalgeschütztes Gebäude in der Stadt Quedlinburg in Sachsen-Anhalt. Es befindet sich südlich des Quedlinburger Schlossberges auf der Westseite der Abteigasse und gehört zum UNESCO-Weltkulturerbe.

## Architektur und Geschichte
Das Fachwerkhaus entstand in der Zeit des Barock um 1750 und ist im Quedlinburger Denkmalverzeichnis eingetragen. Die Gefache des Wohnhauses sind mit Zierausmauerungen versehen. Vor der Stockschwelle befindet sich eine Profilbohle. In der Mitte der Fassade ist eine Baufuge erkennbar.
Bis zum Anfang des 21. Jahrhunderts grenzte direkt südlich an das Gebäude das gleichfalls denkmalgeschützte Wohnhaus Abteigasse 6 an, welches jedoch abgerissen wurde.